# Humphrey Marshall
Humphry Marshall¹ (10 de octubre de 1722 Condado de Chester (Pensilvania) - 6 de septiembre de 1801, Marshallton) fue un botánico estadounidense. Marshall ha sido llamado el "Padre de la Dendrología de EE.UU.".
Era hijo de Abraham Marshall y de Mary Hunt; y primo de los botánicos John Bartram y de William Bartram. Como muchos de esa profesión en esa época, pertenecía a la Sociedad Religiosa de los Amigos o cuáquero.
Se casó con Sarah Pennock el 16 de septiembre de 1748; y el 10 de enero de 1788 con Margaret Minshall.
Por tradición su familia era de constructores y granjeros. Trabajó en una granja a partir de 1748, y en 1768 llevó a cabo la primera conservación de especies vegetales de la región.
Estableció un jardín botánico considerado el segundo del país (el primero era de sus primos botánicos).
Se vinculó científicamente con Peter Collinson (1694-1768) y con el médico John Fothergill (1712-1780).
Su sobrino Moses Marshall, también fue botánico. Pasó sus últimos años, parcialmente ciego por cataratas.

## Algunas publicaciones
- Arbustrum American, the American Grove, 1785

## Honores

### Epónimos
El género botánico Marshallia Schreb. 1791, de la familia Asteraceae, fue nombrado en su honor.
- La abreviatura «Marshall» se emplea para indicar a Humphrey Marshall como autoridad en la descripción y clasificación científica de los vegetales.[2]